# 特雷维索布雷夏诺
特雷维索布雷夏诺（義大利語：Treviso Bresciano），是意大利布雷西亚省的一个市镇。总面积17平方公里，人口575人，人口密度33.8人/平方公里（2009年）。国家统计（ISTAT）代码为017191。